# Chevrolet Master
Der Chevrolet Master Eagle, auch Chevrolet Master genannt, war ein Mittelklasse-PKW, der in den Modelljahren 1933 bis 1942 von Chevrolet in den USA als Nachfolger des Confederate gebaut wurde. Ab 1937 ersetzte er auch das einfachere und kleinere Modell Standard, wobei die besser ausgestatteten Varianten Chevrolet Master Deluxe hießen, die einfacheren Chevrolet Master 85.

## Von Jahr zu Jahr

### Master Eagle Serie CA (1933)
Im Dezember 1932 erschien ein größerer Nachfolger des Confederate in Gestalt des Master Eagle Serie CA. Sein Radstand war um 1″ auf  2.794 mm vergrößert worden. Sein oben gesteuerte Sechszylinder-Reihenmotor hatte 3.179 cm3 Hubraum und leistete 65 bhp (48 kW) bei 2.800 min−1. Wie schon der Confederate hatte der Master Eagle ein vollsynchronisiertes Dreiganggetriebe. Die Karosserien waren aerodynamisch verbessert worden und hatten V-förmige, nach hinten geneigte Kühlermasken. Die Lüftungsklappen an beiden Seiten der Motorhaube waren schmäler und nicht mehr verchromt, sondern lackiert; die Scheinwerfer hatten verchromte Gehäuse.
Die Wagen wurden mit acht verschiedenen Aufbauten von Fisher Body Co. angeboten. Neben den klassischen Formen, wie dem 2-türigen Roadster und dem 4-türigen Phaeton, gab es auch modernere Karosserieformen, wie ein 2-türiges Cabriolet, zwei verschiedene 2-türige Coupés und drei verschiedene Limousinen mit 2 oder 4 Türen.
Anfangs war der Master Eagle das einzige Angebot von Chevrolet, Mitte des Modelljahres aber wurde ihm der kleinere Standard Mercury zur Seite gestellt. Vom Master Eagle entstanden im einzigen Produktionsjahr 450.435 Exemplare.

### Master Serie DA (1934)
Stilistisch hatte sich wenig an den Wagen verändert, die nun anstatt Master Eagle nur noch Master hießen und die Spitzenmodelle des Herstellers waren. Der Radstand war um weitere 2″ auf 2.845 mm gewachsen und der Motor war auf 3.389 cm3 vergrößert worden und leistete 80 bhp (59 kW) bei 3.300 min−1. Die vertikalen Lüftungsklappen waren drei horizontalen Lüftungsschlitzen auf jeder Seite der Motorhaube gewichen. Der Phaeton wurde nicht mehr angeboten.
452.412 Exemplare entstanden von der Serie DA.

### Master Deluxe Serien EA/FA und ED/FD (1935–1936)
Der Chevrolet Master Deluxe – wie der Master nun hieß – hatte die neuen „turret top“-Ganzstahlkarosserien von Fisher Body Co. Roadster und Cabriolet wurden nicht mehr angeboten, dafür aber zwei verschiedene Coupés und vier verschiedene Limousinen. Neu bei der Serie EA war auch die Aufhängung der Vorderräder : Sie hingen an schraubengefederten Schwingarmen nach dem System Dubonnet anstatt der bisherigen Starrachse mit halbelliptischen Blattfedern. Die alte Aufhängung war auf Wunsch weiterhin verfügbar; die Modelle hießen dann Serie ED. Der Radstand war um ein weiteres Zoll auf 2.870 mm gewachsen.
Im Folgejahr erhielten die Wagen eine neue, rundere Kühlermaske und serienmäßig Stahlspeichenräder. Sie wurden als Serie FA (mit Dubonnet-Achse vorne) und Serie FD (mit Starrachse vorne) bezeichnet. Für die letztgenannte Variante war es das letzte Jahr, da dann Schraubenfedern serienmäßig eingebaut wurden. Die Motorleistung sank um 1 bhp.
In zwei Jahren entstanden 846.300 Master Deluxe.

### Master Serien GB/HB, Master 85 Serie JB und Master Deluxe Serien GA/HA/JA (1937–1939)
1937 wurde der bisherige Standard als Einstiegsmodell durch den Master Serie GB ersetzt. Die Wagen hatten neue, rundere Karosserien mit kleinen Seitengrills vor den A-Säulen, lackierten Lampentöpfen und Sicherheitsglas an allen Fenstern. Vom Standard übernommen wurde auch ein Cabriolet, das neben Coupés und Limousinen angeboten wurde. Der Radstand war um ¾” auf 2.851 mm geschrumpft. Der Motor wurde auf 3.548 cm3 aufgebohrt und leistete 85 bhp (62,5 kW) bei 3.200 min−1.
Das Spitzenmodell Master Deluxe Serie GA hatte die gleichen Karosserien (allerdings ohne Cabriolet) und den gleichen Motor, war aber besser ausgestattet.
1938 gab es einen neuen Kühlergrill, der stärker gerundet und mit horizontalen Chromstäben und einer vertikalen Teilung in der Mitte versehen war. Ansonsten blieb bei beiden Modellen – nun Serien HB und HA genannt – technisch und stilistisch alles beim Alten.
1939 wurde der Master in Master 85 Serie JB umbenannt. Eine längere Motorhaube und ein erneut geänderter Grill ließen das Fahrzeug neu erscheinen. Die Scheinwerfer, die bisher seitlich des Grills montiert waren, wanderten auf die vorderen Kotflügel. Das Cabriolet war entfallen, dafür wurde ein Kombi mit 5 Türen und 8 Sitzplätzen angeboten. Auch der Master Deluxe Serie JA machte die Änderungen mit. Neben dem Kombi mit 8 Sitzen gab es dort zusätzlich eine Ausführung mit 5 Sitzen.
In drei Jahren entstanden 1.908.163 Exemplare der Modellreihen Master, Master 85 und Master Deluxe.

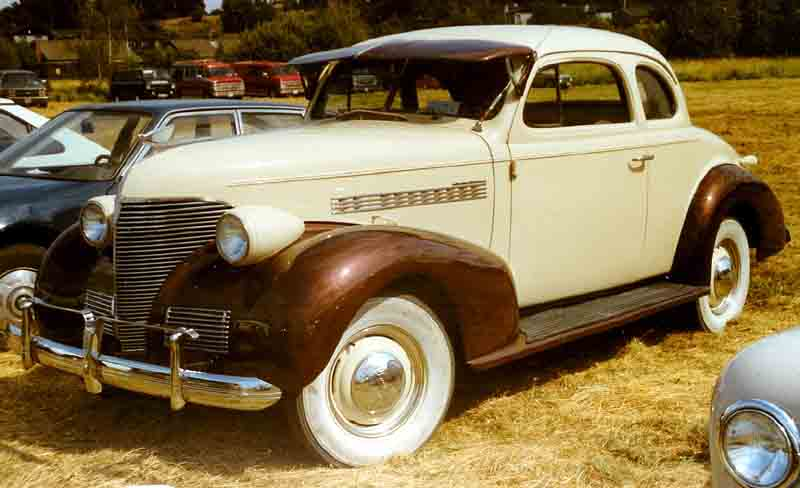
Chevrolet Master Deluxe Serie JA Coupé (1939)

### Master 85 Serie KB und Master Deluxe Serie KH (1940)
1940 stand wieder ein größeres Facelift an. Der Kühlergrill bestand aus einem schmalen, nach vorne gewölbten Mittelteil mit horizontalen Chromstäben, der an den Seiten mit kleinen, halbhohen Flügelsektionen versehen war. Die Scheinwerfer versanken in den vorderen Kotflügeln, die zusätzlich mit Positionslampen gekrönt waren. Die Motorhaube war erstmals als hinten angeschlagene Alligatorhaube ausgebildet. Die Kofferraumhaube fiel deutlich runder aus.
Vom Master 85 Serie KB gab es nur vier Modelle: ein Coupé mit 2 Türen, zwei Limousinen mit 2 oder 4 Türen und den 5-türigen Kombi, von dem aber nur 411 Stück gebaut wurden. Der Master Deluxe Serie KH war nach Einführung des neuen Spitzenmodells Special Deluxe das mittlere Modell und etwas besser ausgestattet als der Master 85. Neben zwei Coupés wurden zwei Limousinen mit 2 oder 4 Türen angeboten.
333.417 Master 85 und Master Deluxe wurden in diesem Jahr gefertigt.

### Master Deluxe Serien AG und BG (1941–1942)
1941 war der Master Deluxe Serie AG das Einstiegsmodell der Marke. Der Radstand nahm um 3″ auf 2.946 mm zu und die Scheinwerfer waren nun komplett in die vorderen Kotflügel integriert. Die Trittbretter waren verschwunden und durch Edelstahl-Zierleisten ersetzt. Der Kühlergrill bestand aus horizontalen, nach vorne gewölbten Chromstäben über nahezu die gesamte Fahrzeugbreite. Das Karosserieangebot (2 Coupés, 2 Limousinen) entsprach dem des Vorjahres. Der 3,55 l-Motor leistete nun 90 bhp (66 kW) bei 3.300 min−1.
1942 änderte sich an Styling und Technik wenig, lediglich die Chromstäbe im Kühlergrill wurden etwas wuchtiger. Die Serienbezeichnung war BG.
In diesen beiden Jahren entstanden 488.339 Master Deluxe der letzten Serie. Nach dem Krieg ersetzte der Stylemaster den Master Deluxe.